# بهرستان

## بهرستان(Behrestan)
بهرستان یکی از روستاهای توابع بخش اسیر در شهرستان مهر در جنوب استان فارس ایران است. (۱)
بهرستان. [ب ِ رِ] روستایی از بخش اسیر است که در شهرستان مهر واقع است؛ و 620نفر جمعیت دارد. 'تاریخچه روستای بهرستان
' در روزگاری بسیار کهنه و قدیم شاید قبل از میلاد مسیح یعنی در ۲۰۰۰سال پیش کمی دور تر از بئرستان امروزی، در شمال آن مردمی زندگی می‌کرده‌اند، که از آثار و بقایایی که از منازل آن‌ها به جای مانده و به نام گچو معروف است به خوبی هویداست، اما دور و زمان آن‌ها نیز مانند هر دوره و زمان دیگری از دایره تند حوادث و دگرگونی‌های چرخ بیرون نبوده‌است و کسی چه می‌داند شاید بر اثر پیدایش کشمکش‌های طایفه‌ای و ناامنی ویا وقوع یک حادثه طبیعی مانند زلزله و سیل یا بروز قحطی و گرسنگی و جنگ، قادر به ادامه حیات خود در این دیار نبوده‌اند وبا ترک وطن و کاشانه خود برای چرخاندن چرخ زندگی خودشان به نقطه‌ای دیگر از این وسعت خدادادی رخت سفر بر بسته‌اند و خانه و کاشانه آن‌ها بر اثر دگرگونی‌های طبیعت ویرانه و مسطح شده‌است. اما پس از قرن‌ها در جوار این خرابی‌ها با رسیدن ایلی از کهگیلویه و بویر احمد که به این ناحیه کوچ کرده بودند، بئرستان نوین دیگری بنیان گذارده شد که با پیوستن مردم به آنان از هر قبیله و دیاری و جاگیر شدن در این محل به‌تدریج توسعه یافت و اکنون به صورت بئرستان جدید امروزی درآمده‌است، که با داشتن مردمی مهمان نواز و مهربان و پرورش دادن جوانانی فعال و روشنفکر در آن منطقه از شمال تا سرحدات جنوب، نام این قریه برای هر فردی، نامی آشناست. نزدیک به نود درصد اهالی این روستای باستانی مذهب اهل سنت و ده درصد اهل تشیع هستند که وحدت و برادریشان زبانزد همه میباشد.
بئرستان دارای آثار باستانی دیدنی زیادی است که آثار و بقایایی که در کوه‌های مجاور آن به جای مانده خود دلیل موثقی برای اثبات این گفته خواهد بود. این بقایا مربوط به قرن‌ها سال پیش می‌باشد. نام اصلی این قریه همان نام قدیمی و اصیل قریهٔ پیشین است که به‌دلیل وجود چاه‌های آبی زیادی که در آن وجود داشته، بئرستان (بئر به زبان عربی به معنای چاه است) نامیده شده‌است، که از بدو پیدایش سرشماری و سپاه دانش با تغییر همزه (ئ) به (ه)، نام آن به بهرستانی که الان می‌شناسیم تغییر یافته‌است. بهرستان از شمال به اسیر و سپس به شهر شیراز راه دارد و در سمت مشرق آن کوه‌های زیادی وجود دارند، در قسمت غرب، این روستا به شهر گله دار و سپس به بنادر عسلویه ونخل تقی راه دارد./علی کریمی/نادر کریمی